# Rimae Littrow
Le Rimae Littrow sono una struttura geologica della superficie della Luna.